# Ионино (Пермский край)
Ионино — упразднённая деревня в Карагайском муниципальном округе Пермского края России. Исключена из учётных данных в 2024 году.

## История
Известна с 1800 года. До марта 2020 года входила в состав ныне упразднённого Нердвинского сельского поселения Карагайского района.

## География
Деревня находится в западной части края, в пределах одного из северо-восточных отрогов Верхнекамской возвышенности, на левом берегу реки Большая Тетля, на расстоянии приблизительно 43 километров (по прямой) к северо-востоку от села Карагай, административного центра округа.
Климат
Климат характеризуется как умеренно континентальный, с продолжительной многоснежной холодной зимой и коротким умеренно тёплым летом. Средняя многолетняя температура самого холодного месяца (января) составляет −15,7 °C (абсолютный минимум — −50 °С), температура самого тёплого (июля) — 17,6 °C (абсолютный максимум — 36 °С). Безморозный период длится в течение 100—130 дней. Среднегодовое количество осадков — 430—450 мм.

## Население
| 2010 |
| ---- |
| 0    |